# Carlo Giovanni Amedeo di Savoia
Carlo Giovanni Amedeo di Savoia, noto anche come Carlo II di Savoia (Torino, 23 giugno 1488 – Moncalieri, 16 aprile 1496), fu un fanciullo che ereditò brevemente i titoli di duca di Savoia, principe di Piemonte e conte d'Aosta, Moriana e Nizza dal 1490 al 1496. Fu anche re titolare di Cipro e Gerusalemme. Nella numerazione dinastica il piccolo Carlo Giovanni Amedeo viene indicato a volte come Carlo II titolo generalmente però riservato al suo successore e cugino Carlo II di Savoia.

## Biografia

### Infanzia e ascesa
Figlio di Carlo I, quinto Duca di Savoia, e di Bianca di Monferrato, nacque a Torino il 23 giugno 1488.
Era ancora in fasce quando succedette al padre; ciò che spinse i congiunti, conte di Bressa ed i suoi fratelli il conte del Genevese e l'arcivescovo di Auch, a riaccendere la guerra civile.

### Breve regno
Dopo gravi sedizioni, convocati gli Stati Generali, fu convenuto dar la reggenza alla madre Bianca di Monferrato, donna di animo virile. Ma si sollevarono contro lo Stato dei Savoia Ludovico II di Saluzzo e il signore di Racconigi che chiese aiuto a Lodovico Sforza, duca di Milano. Questi si mosse ed impose la restituzione dei beni ai marchesi di Saluzzo e ai signori di Racconigi e di Cardeto.
Anche la nuova elezione del vescovo di Ginevra fomentò discordie e sollevò le armi.

### Morte
Intanto la sventura colpiva il giovinetto duca che nel castello di Moncalieri, il 16 aprile 1496, morì cadendo dal proprio letto e fu sepolto nella Chiesa Collegiata di Santa Maria della Scala.
Il fatto che non avesse mai potuto esercitare direttamente il potere di Duca di Savoia viene da molti ritenuto motivo di non poter associare al suo nome ducale l'attributo di "secondo", che spetta a colui che in molti testi viene erroneamente indicato come Carlo III.
Sotto la reggenza di Bianca di Monferrato, la Corte di Savoia pose sua stabile residenza per la prima volta in Torino che restò successivamente la sede ambita dei Sovrani del Piemonte.

## Ascendenza
|                               |                                 |                           | Genitori                         |  |  | Nonni |  |  | Bisnonni           |  |  | Trisnonni             |  |
|                               |                                 |                           |                                  |  |  |       |  |  | Ludovico di Savoia |  |  | Amedeo VIII di Savoia |  |
|                               |                                 |                           |                                  |  |  |       |  |  | Ludovico di Savoia |  |  | Amedeo VIII di Savoia |  |
|                               |                                 | Maria di Borgogna         |                                  |  |  |       |  |  | Ludovico di Savoia |  |  |                       |  |
| Amedeo IX di Savoia           |                                 |                           |                                  |  |  |       |  |  | Ludovico di Savoia |  |  |                       |  |
|                               |                                 | Anna di Lusignano         | Giano di Lusignano               |  |  |       |  |  |                    |  |  |                       |  |
|                               |                                 | Anna di Lusignano         | Giano di Lusignano               |  |  |       |  |  |                    |  |  |                       |  |
|                               |                                 | Anna di Lusignano         | Carlotta di Borbone              |  |  |       |  |  |                    |  |  |                       |  |
| Carlo I di Savoia             |                                 | Anna di Lusignano         |                                  |  |  |       |  |  |                    |  |  |                       |  |
|                               |                                 | Carlo VII di Francia      | Carlo VI di Francia              |  |  |       |  |  |                    |  |  |                       |  |
|                               |                                 | Carlo VII di Francia      | Carlo VI di Francia              |  |  |       |  |  |                    |  |  |                       |  |
|                               |                                 | Carlo VII di Francia      | Elisabetta di Baviera-Ingolstadt |  |  |       |  |  |                    |  |  |                       |  |
| Iolanda di Valois             |                                 | Carlo VII di Francia      |                                  |  |  |       |  |  |                    |  |  |                       |  |
|                               |                                 | Maria d'Angiò             | Luigi II di Napoli               |  |  |       |  |  |                    |  |  |                       |  |
|                               |                                 | Maria d'Angiò             | Luigi II di Napoli               |  |  |       |  |  |                    |  |  |                       |  |
|                               |                                 | Maria d'Angiò             | Violante d'Aragona               |  |  |       |  |  |                    |  |  |                       |  |
| Carlo II di Savoia            |                                 | Maria d'Angiò             |                                  |  |  |       |  |  |                    |  |  |                       |  |
|                               | Giovanni Giacomo del Monferrato | Teodoro II del Monferrato |                                  |  |  |       |  |  |                    |  |  |                       |  |
|                               | Giovanni Giacomo del Monferrato | Teodoro II del Monferrato |                                  |  |  |       |  |  |                    |  |  |                       |  |
|                               | Giovanni Giacomo del Monferrato | Giovanna di Bar           |                                  |  |  |       |  |  |                    |  |  |                       |  |
| Guglielmo VIII del Monferrato | Giovanni Giacomo del Monferrato |                           |                                  |  |  |       |  |  |                    |  |  |                       |  |
|                               |                                 | Giovanna di Savoia        | Amedeo VII di Savoia             |  |  |       |  |  |                    |  |  |                       |  |
|                               |                                 | Giovanna di Savoia        | Amedeo VII di Savoia             |  |  |       |  |  |                    |  |  |                       |  |
|                               |                                 | Giovanna di Savoia        | Bona di Berry                    |  |  |       |  |  |                    |  |  |                       |  |
| Bianca di Monferrato          |                                 | Giovanna di Savoia        |                                  |  |  |       |  |  |                    |  |  |                       |  |
|                               |                                 | Francesco Sforza          | Giacomo Attendolo (Muzio Sforza) |  |  |       |  |  |                    |  |  |                       |  |
|                               |                                 | Francesco Sforza          | Giacomo Attendolo (Muzio Sforza) |  |  |       |  |  |                    |  |  |                       |  |
|                               |                                 | Francesco Sforza          | Lucia Terzani da Torgiano        |  |  |       |  |  |                    |  |  |                       |  |
| Elisabetta Maria Sforza       |                                 | Francesco Sforza          |                                  |  |  |       |  |  |                    |  |  |                       |  |
|                               |                                 | Bianca Maria Visconti     | Filippo Maria Visconti           |  |  |       |  |  |                    |  |  |                       |  |
|                               |                                 | Bianca Maria Visconti     | Filippo Maria Visconti           |  |  |       |  |  |                    |  |  |                       |  |
|                               |                                 | Bianca Maria Visconti     | Agnese del Maino                 |  |  |       |  |  |                    |  |  |                       |  |
|                               |                                 | Bianca Maria Visconti     |                                  |  |  |       |  |  |                    |  |  |                       |  |